# Элкинс (Арканзас)
Элкинс (англ. Elkins) — город, расположенный в округе Вашингтон (штат Арканзас, США) с населением в 2223 человека по статистическим данным переписи 2007 года.

## География
По данным Бюро переписи населения США город Элкинс имеет общую площадь в 6,73 квадратных километров, водных ресурсов в черте населённого пункта не имеется.
Город Элкинс расположен на высоте 371 метр над уровнем моря.

## Демография
По данным переписи населения 2000 года в Элкинсе проживало 1251 человек, 370 семей, насчитывалось 485 домашних хозяйств и 518 жилых домов. Средняя плотность населения составляла около 184 человек на один квадратный километр. Расовый состав Элкинса по данным переписи распределился следующим образом: 96,56 % белых, 0,16 % — чёрных или афроамериканцев, 1,76 % — коренных американцев, 0,24 % — азиатов, 0,08 % — выходцев с тихоокеанских островов, 1,04 % — представителей смешанных рас, 0,16 % — других народностей. Испаноговорящие составили 1,2 % от всех жителей города.
Из 485 домашних хозяйств в 37,7 % — воспитывали детей в возрасте до 18 лет, 65,4 % представляли собой совместно проживающие супружеские пары, в 9,3 % семей женщины проживали без мужей, 23,7 % не имели семей. 21 % от общего числа семей на момент переписи жили самостоятельно, при этом 10,7 % составили одинокие пожилые люди в возрасте 65 лет и старше. Средний размер домашнего хозяйства составил 2,58 человек, а средний размер семьи — 2,98 человек.
Население города по возрастному диапазону по данным переписи 2000 года распределилось следующим образом: 26,5 % — жители младше 18 лет, 8,2 % — между 18 и 24 годами, 32,7 % — от 25 до 44 лет, 20,4 % — от 45 до 64 лет и 12,2 % — в возрасте 65 лет и старше. Средний возраст жителей составил 34 года. На каждые 100 женщин в Элкинсе приходилось 98,6 мужчин, при этом на каждые сто женщин 18 лет и старше приходилось 93,1 мужчин также старше 18 лет.
Средний доход на одно домашнее хозяйство в городе составил 39 318 долларов США, а средний доход на одну семью — 45 750 долларов. При этом мужчины имели средний доход в 31 742 доллара США в год против 22 008 долларов среднегодового дохода у женщин. Доход на душу населения в городе составил 17 161 доллар в год. 5,9 % от всего числа семей в городе и 6,5 % от всей численности населения находилось на момент переписи населения за чертой бедности, при этом 3,9 % из них были моложе 18 лет и 19,1 % — в возрасте 65 лет и старше.